# Intercontinental Rally Challenge

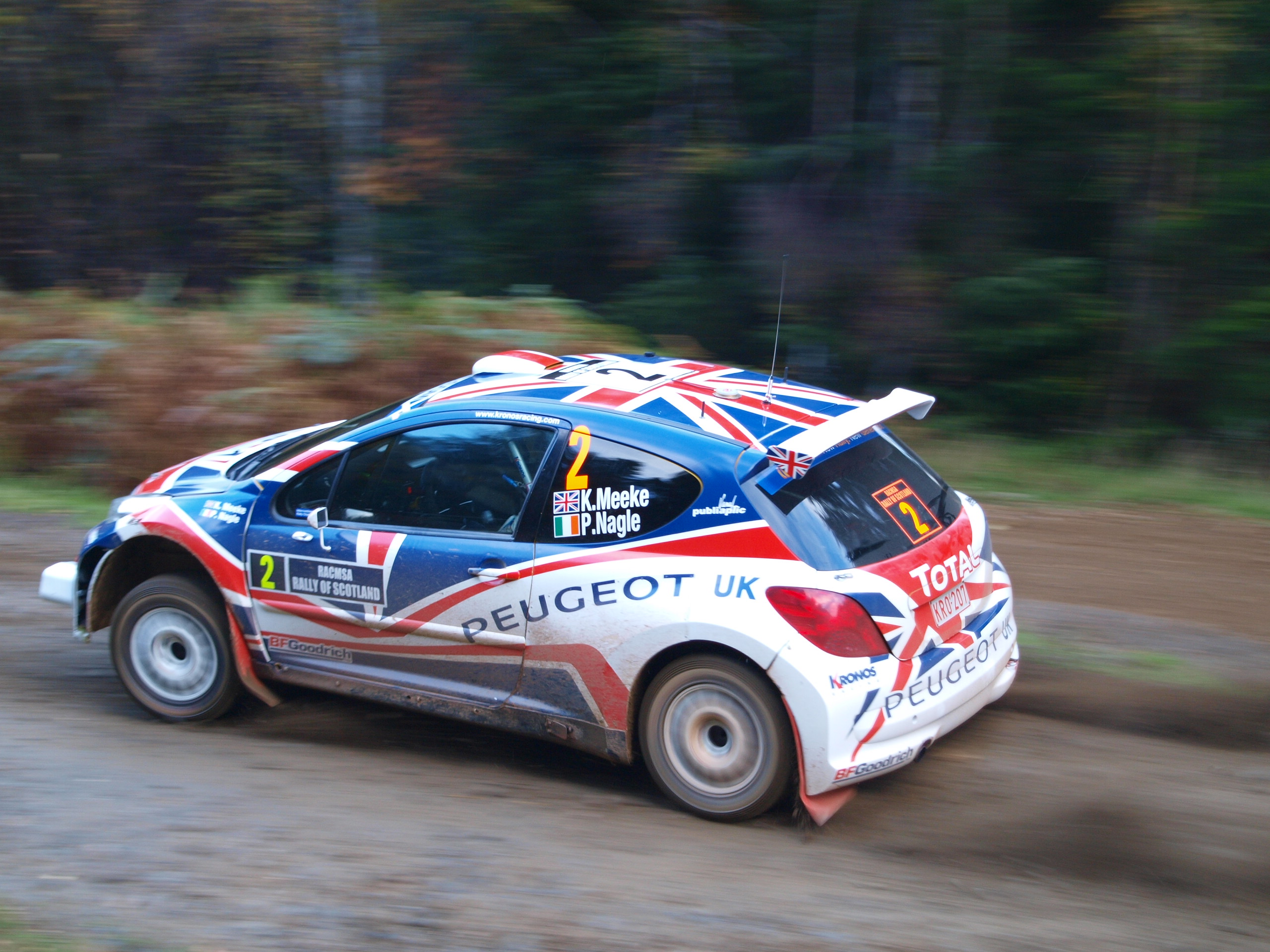
Kris Meeke w Peugeocie 207 S2000 podczas Rajdu Szkocji 2010

Intercontinental Rally Challenge (IRC) – seria rajdowa, organizowana przez Fédération Internationale de l’Automobile w latach 2006–2012. Powstała w 2006 jako International Rally Challenge, od 2007 roku używała obecnej nazwy. Była transmitowana przez stację Eurosport.
Seria specyfikowała się samochodami grupy N i grupy A w klasach Super 2000, R2 i R3 z silnikiem o pojemności do 2000 cm3. W rywalizacji uczestniczyły zespoły: Abarth, Honda, M-Sport (Ford), Peugeot, Proton, Ralliart (Mitsubishi), Škoda i Subaru. Zespoły korzystały z opon Pirelli, Michelin lub Yokohama. Ostatnim mistrzem kierowców tej serii został Andreas Mikkelsen, który wywalczył ten tytuł drugi raz z rzędu. Wśród konstruktorów w trzech ostatnich sezonach mistrzostwo wywalczył zespół Škody.
W 2012 roku postanowiono zakończyć serię IRC i połączyć ją z Rajdowymi Mistrzostwami Europy, zachowując nazwę tych drugich.

## Mistrzowie
| Rok  | Kierowca             | Pilot           | Samochód                | Konstruktor |
| ---- | -------------------- | --------------- | ----------------------- | ----------- |
| 2006 | Giandomenico Basso   | Mitia Dotta     | Fiat Punto Abarth S2000 | Fiat        |
| 2007 | Enrique García Ojeda | Jordi Barrabés  | Peugeot 207 S2000       | Peugeot     |
| 2008 | Nicolas Vouilloz     | Nicolas Klinger | Peugeot 207 S2000       | Peugeot     |
| 2009 | Kris Meeke           | Paul Nagle      | Peugeot 207 S2000       | Peugeot     |
| 2010 | Juho Hänninen        | Mikko Markkula  | Škoda Fabia S2000       | Škoda       |
| 2011 | Andreas Mikkelsen    | Ola Fløene      | Škoda Fabia S2000       | Škoda       |
| 2012 | Andreas Mikkelsen    | Ola Fløene      | Škoda Fabia S2000       | Škoda       |